# Kristin Lavransdatter
Kristin Lavransdatter é uma trilogia de romances históricos de autoria da escritora norueguesa Sigrid Undset e publicado originalmente entre 1920 e 1922. A trilogia é composta pelos volumes: Kransen (1920), Husfrue (1921) e Korset (1922). É considerado um dos romances mais importantes e de maior renome internacional da história literária da Noruega. E é amplamente considerado a obra-prima de Sigrid Undset, sendo uma peça chave para que autora fosse laureada em 1928 com o Prêmio Nobel de Literatura. O trabalho de Undset é particularmente elogiado pela sua precisão histórica e etnológica.

## Trama
Ambientado na Escandinávia medieval do Século XIV, o romance acompanha a história de Kristin, filha do nobre e respeitado Lavrans, desde a infância em Gudbrandsdalen até sua morte durante a epidemia de peste negra que assolou parte do continente europeu.
Kristin Lavransdatter é uma bela e determinada camponesa que resolve ir de encontro à vontade dos pais ao romper o noivado com o respeitável e apaixonado Simon Darre para se entregar de corpo e alma a um ardente romance com o irreverente Erlend Nikulaussøn, homem mais velho e sedutor, porém de má reputação. A partir de então, Kristin viverá as consequências de suas escolhas imprudentes frente a sociedade da século XIV.

## Recepção e Crítica Literária
Além da trama abordar temas como o amor, honra, família, lealdade, fé, pecado, redenção, entre outros, o livro continua sendo bastante elogiado quanto à sua representação histórica e etnológica da idade média escandinava. Sendo que foi "principalmente por suas descrições poderosas sobre a vida no Norte durante a Idade Média", que a Academia Sueca concedeu a Sigrid Undset o Nobel de Literatura de 1928.
De acordo com a historiadora literária norueguesa Ellisiv Steen, autora de um dos mais famosos estudos sobre Kristin Lavransdatter:
“Sigrid Undset conseguiu reunir o que realmente aconteceu e o que poderia ter acontecido num só trabalho homogêneo de poesia, integrando os diferentes elementos, fundindo as diferentes dimensões para que o real e o ficcional, a história e a poesia, trabalhem juntos e dêem vida mútua um ao outro.—  "Steen (1996, apud Sigrid Rudjords, 2020)”
Hans Herbjørnsrud, escritor norueguês, também comenta sobre o força do romance épico de Undset:

"Mas ela conseguiu fundir a narrativa esculpida das sagas familiares, a poesia das canções folclóricas e a solenidade das lendas sagradas em uma linguagem recém-criada que parece ao mesmo tempo nova e antiquada."
Sobre o romance, o critico austríaco naturalizado brasileiro Otto Maria Carpeaux escreveu: 
"A reconstituição da época, na trilogia de romances Kristin Lavransdatter, o século XVI, é completa e perfeita. Não falta nada. E assim como nas esculturas das catedrais góticas aparecem ao lado dos santos os demônios, assim está no romance de Undset o pecado presente como elemento natural da vida, embora tratado com profunda seriedade moral.— Carpeaux, Otto Maria. História da Literatura Ocidental vol. IV. Senado Federal, 2008. p.2745.
O famoso crítico literário norte-americano, Harold Bloom, incluiu a obra-prima de Sigrid Undset em seu livro sobre o cânone ocidental: "The Western Canon: The Books And School Of The Ages". 
Após retornar do exílio de guerra nos EUA, em entrevista ao jornal dinamarquês Berlingske Tidende sobre qual teria sido o grau de dificuldade quanto ao processo de escrito de um romance histórico deste porte, Sigrid Undset teria respondido: "Não foi difícil para mim escrevê-lo, porque vivo neste país há mais de mil anos."

## Precisão Histórica
Kristin Lavransdatter tem sido objeto de estudo de vários pesquisadores literários e historiadores ao longo dos anos, principalmente no que tange à compreensão das formas medievais de pensamento e vida emocional. Ainda antes da escrito do romance, Sigrid havia estudado manuscritos nórdicos antigos e crônicas medievais e também visitado e examinado igrejas e mosteiros medievais, tanto no país quanto no exterior, além de todo o conhecimento sobre Idade Média que aprendera com o pai, o arqueólogo Ingvald Undset.
O pesquisador nórdico Magnus Olsen, logo após a publicação do primeiro volume da trilogia, escreveu se dizendo impressionado com a precisão histórica em Kristin Lavransdatter:

"Quando leio o livro dela [...], muitas vezes acontece de eu ter que dizer para mim mesmo: como ela realmente sentiu falta desta ou daquela fonte pouco conhecida e raramente citada também! Posso perceber isso por uma palavra, por uma frase, por uma pequena situação, mas nunca é o caso de ela simplesmente ter “pego emprestado” um detalhe característico, não, ela sempre o tornou seu, incorporou-o e utilizou-o como ela achou adequado à própria necessidade ditacional".
O professor Olsen, que, segundo o seu contemporâneo, o historiador literário Francis Bull, era o maior estudioso sobre a Idade Média norueguesa da década de 1920, confidenciou a Bull que, com a sua formação, não poderia deixar de procurar possíveis erros no romance. Ele disse que tudo estava correto, exceto por um pequeno detalhe: Sigrid Undset descreve a igreja de Ladalm (atual Lalm, do condado de Innlandet) como uma espécie de igreja matriz. Magnus Olsen apontou que a igreja de Ladalm no século XIV era apenas uma igreja anexa e não uma matriz, mas o próprio professor Olsen considerou este erro "absolutamente insignificante".

### Discussão entre historiadores
Ao publicar um romance histórico de tamanha magnitude, abrangendo, entre outras  as relações sociais de figuras medievais em um contexto cristão, Undset reacendeu um velho debate entre dois pesquisadores medievalistas centrais da história Norueguesa, o historiador Edvard Bull (irmão mais velho de Francis Bull) e o historiador literário Fredrik Paasche, que há menos de uma década, já debatiam a questão de até que ponto os povos medievais eram "realmente" cristãos, e o que a introdução do Cristianismo significava para a Noruega como nação.
Bull, adepto a um ponto de vista marxista e materialista, afirmava que o cristianismo teve pouca influência sobre as pessoas na Idade Média, seu material de pesquisa foram leis, diplomas (documentos legais) e as sagas nórdicas. Sobre Kristin Lavransdatter, ele escreve que a representação histórica externa do romance é "da mais excelente ordem", mas que a representação das mentes das pessoas é "moderna" e não credível. Bull acreditava que Undset exagerou o papel do Cristianismo ao vê-lo como um poder real na vida das pessoas.
Paasche, por sua vez, tinha uma abordagem idealista-cristã da questão, seu material de origem foi a literatura cristã medieval – coleções de sermões, lendas de santos, traduções da Bíblia – material pouco conhecido pelos historiadores noruegueses. Sobre o romance de Undset, ele argumenta que o retrato psicológico de Undset não entra em conflito com o contexto histórico, e concluiu que os noruegueses eram tão cristãos quanto outros povos da Europa contemporânea. Paasche também afirmava que, num curto espaço de tempo, a igreja norueguesa era mais forte em seu território do que na maioria dos outros países da Europa - um indicador é que a igreja na Noruega possuía mais da terra produtiva total do que na grande maioria de outros países europeus.
O debate acalorado "Bull x Paasche" perdura ao longo dos anos através de historiadores e estudiosos que, basicamente, se dividiram em dois campos principais: os que defendiam as representações da Idade Média tal como Sigrid Undset as pintou e os que eram contra.
Segundo o historiador norueguês Sverre Bagge, num artigo de 2009, a velha questão de saber se Undset estava “certo” ou “errado” quanto à sua visão da história é impossível de responder. Ele conclui que o material histórico disponível para pesquisa é muito escasso para que possamos penetrar tão profundamente na mentalidade dos povos medievais quanto poderíamos desejar. Ainda de acordo com Bagge, no que diz respeito à avaliação atual da famosa disputa entre os dois estudiosos medievais, ele escreve que os historiadores posteriores estiveram mais inclinados a ficar do lado de Fredrik Paasche do que de Edvard Bull.

## Publicações em Português
O romance foi publicado em Portugal pela primeira vez entre os anos de 1945 e 1946, pela editora Portugália, contando com uma reedição em 1958. Os três volumes, na tradução de Maria Franco, foram publicados separadamente sob os títulos de "A Coroa", "A Esposa"  e "A Cruz". 
No Brasil, a trilogia só foi publicada pela primeira vez  através da Atilio Editora em 2024, decorridos mais de 100 anos após sua publicação original. Os três volumes foram intitulados repectivamente como: "A Guirlanda", "A Esposa" e "A Cruz".   O edição brasileira conta com a tradução do professor Felipe Augusto Guelfi.

## Adaptação Cinematográfica
Em 1995, parte da obra foi adaptada para o cinema sob o mesmo título pela cineastra e atriz norueguesa Liv Ullmann e conta com mais de 03 horas de duração. No Brasil, o filme recebeu o título "Kristin - Amor e Perdição". O filme é um dos maiores êxitos de bilheteria da Noruega.